# Râul Comana, Ialomița
Râul Comana este un curs de apă, afluent al râului Ialomița. 